# تشيب جونز
تشيب جونز (بالهولندية: Chip Jones) مواليد 5 ديسمبر 1979 في هولندا، هو لاعب كرة سلة هولندي معتزل. بدأ مسيرته الاحترافية في سنة 1999. لعب في الدوري الهولندي لكرة السلة. حمل الرقم 13. اعتزل اللعب في 2013. لعب مع نادي دن هيلدر لكرة السلة ونادي دين بوش لكرة السلة.